# Культура Франции
Культура Франции — культура французского народа, сложившаяся под влиянием географических условий и крупных исторических событий. Франция в целом и Париж в частности играли большую роль, являлись центром элитарной культуры и декоративного искусства, начиная с XVII века. Причём роль её постоянно возрастала с ростом экономического, политического и военного влияния Франции.

## Язык
Стремление к чистоте литературного языка (пуризму) установлено Французской академией как официальный стандарт. Хотя, конечно, он не является обязательным: им пренебрегают иногда даже некоторые политики.
Поправкой в Конституцию Франции от июля 2008 года диалекты были официально признаны.

## Фольклор
Французский фольклор — мифы, легенды, народное творчество (песни, танцы, обряды) французов.

## Искусство

### Изобразительное искусство
Первые изображения относятся ещё к доисторическому периоду. Рисункам в пещере Ласко, например, уже более 10 000 лет.
Живопись в XVII веке во Франции представлена классиками Никола Пуссеном и Клодом Лорреном. В XVIII веке на основе барокко возник стиль рококо. В нём писали Антуан Ватто, Франсуа Буше и Жан Оноре Фрагонар. В конце века сформировался неоклассицизм, основоположником которого стал Жак Луи Давид. Теодор Жерико и Эжен Делакруа — наиболее видные деятели направления романтизма. Реализм представлен творчеством живописцев Гюстава Курбе и Оноре Домье.
Франция — родина импрессионизма. На началах этого направления стояли видные деятели искусства XIX—XX веков — Клод Моне, Эдгар Дега, Пьер Огюст Ренуар. Творчеством Жоржа Брака и переехавшего во Францию Пабло Пикассо было положено начало кубизму, одному из течений авангарда. Крупнейшим художником фовизма стал Анри Матисс. Марсель Дюшан стоял у истоков дадаизма и сюрреализма.

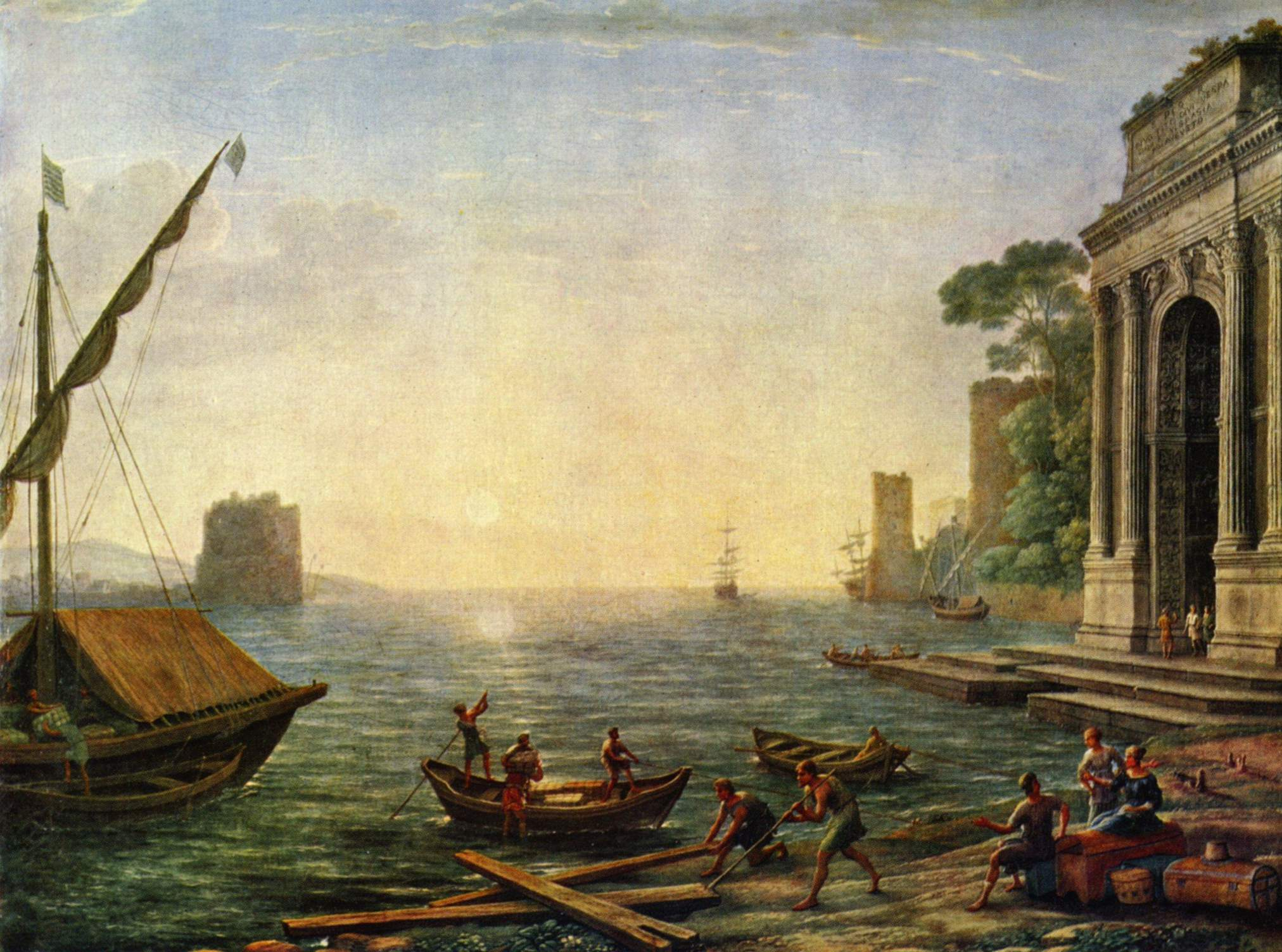
Морская гавань при восходе солнца (1674) — Клод Лоррен.
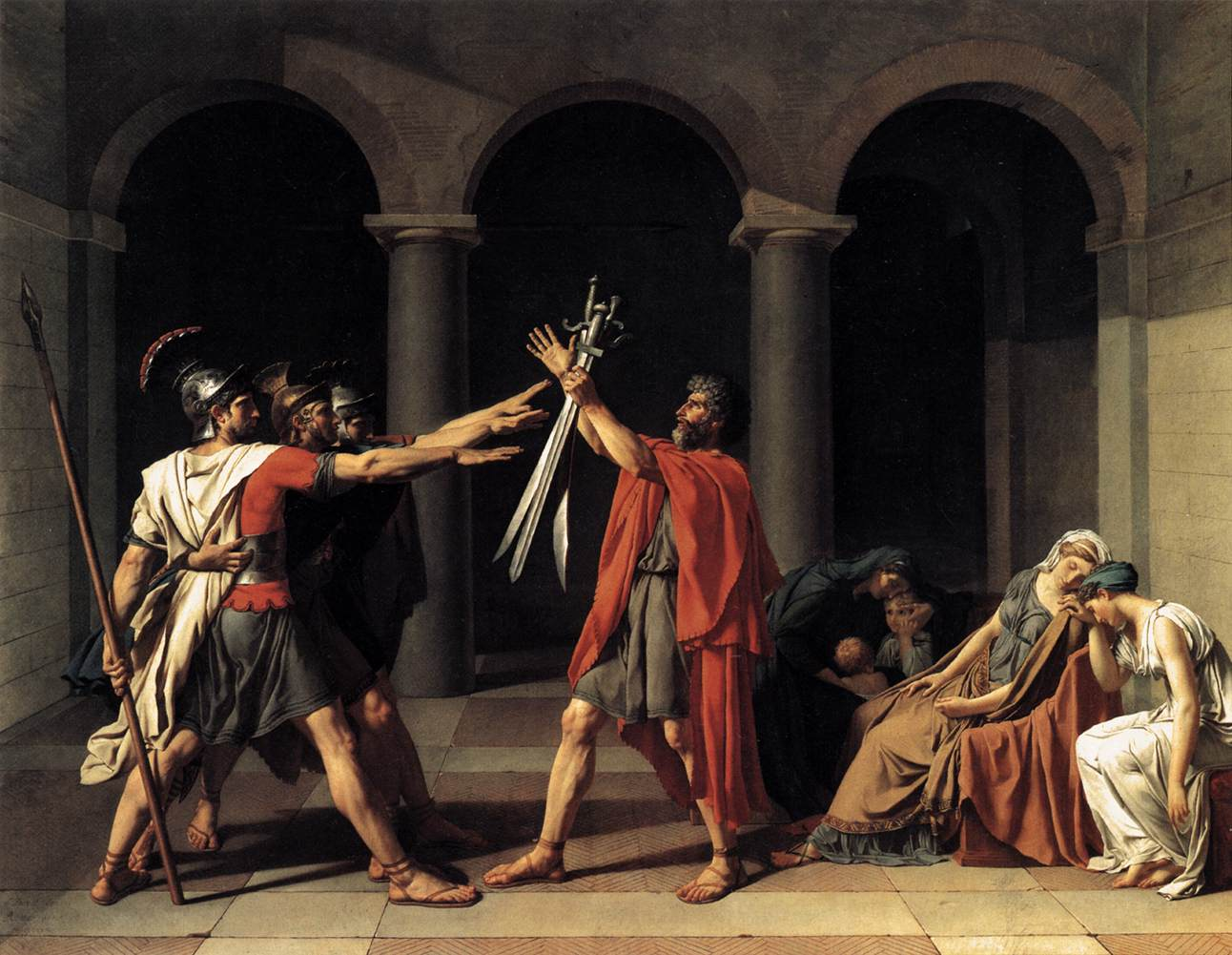
Клятва Горациев (1784) — Жак Луи Давид
Свобода, ведущая народ (1830) — Эжен Делакруа
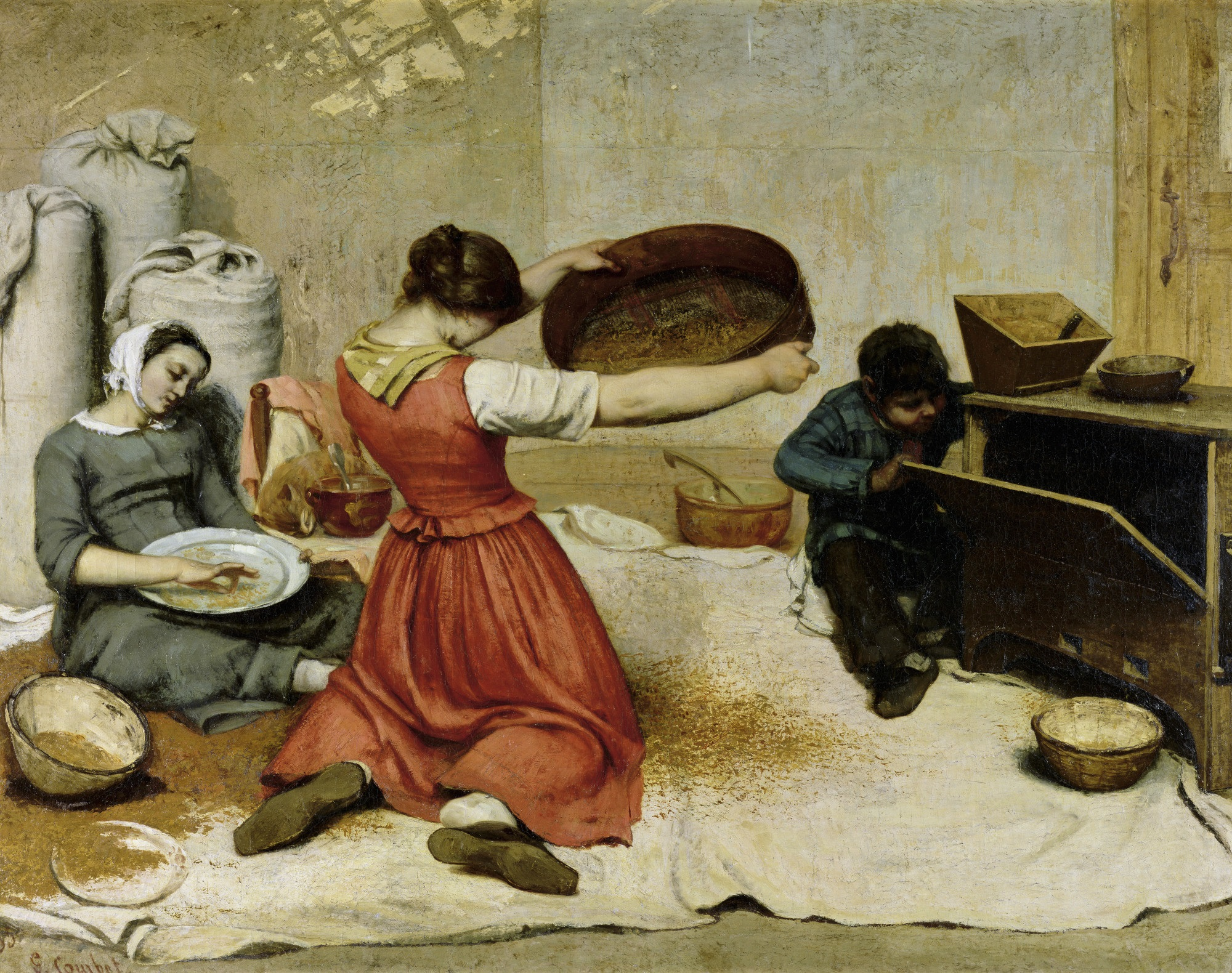
Веяльщицы (1853) — Гюстав Курбе
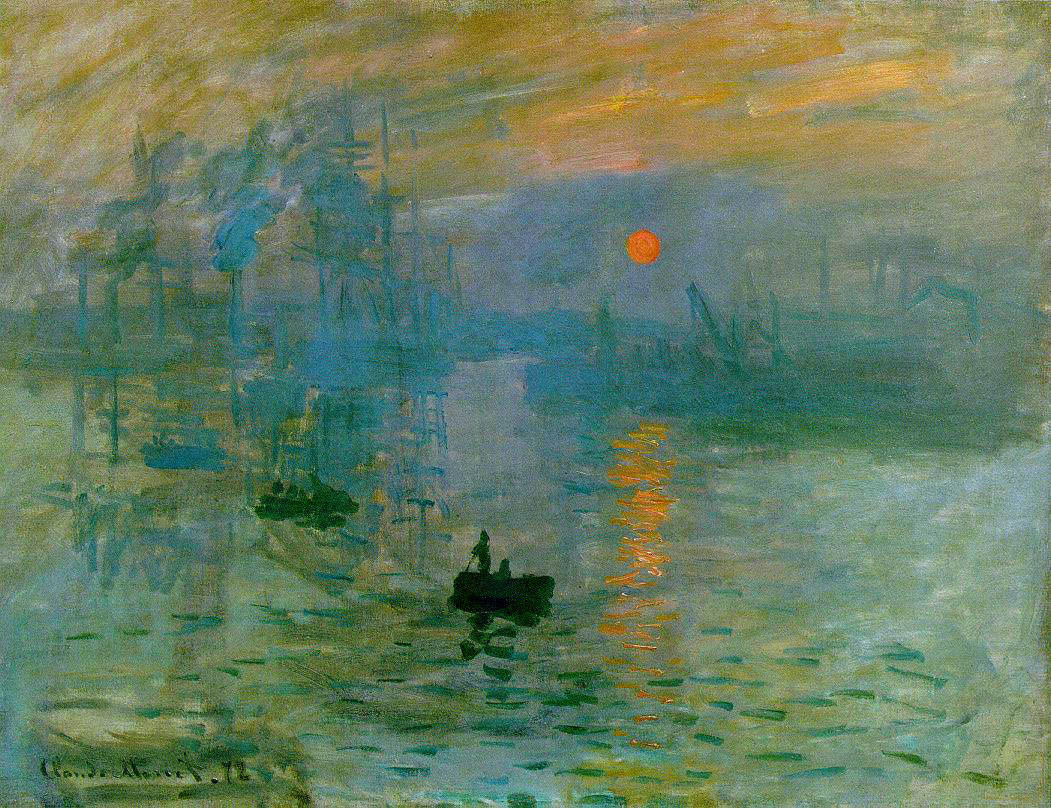
Впечатление. Восходящее солнце (1872) — Клод Моне

### Архитектура
Самые древние памятники архитектуры во Франции относят ещё к галло-римскому периоду. Основные этапы развития:
- Романский стиль
- Готический стиль
- Ренессанс
- Послереволюционный стиль
- Барокко
- Рококо
- Модернизм

### XIX век
Судьбы французской культуры, и в частности литературы, складываются под знаком приятия или отрицания великого социально-политического переворота — Французской революции 1789—1794 годов. Эта проблема остаётся важнейшей и в XIX века, усиливая остроту восприятия писателями последующих революций — 1830, 1848 годов и Парижской Коммуны.
Все французские писатели начала века независимо от своих политических привязанностей и симпатий почувствовали необратимость перемен, историческую связь частной судьбы с историей, неизменную потребность человека заглянуть в глубь собственной души, объяснив её противоречия и сложности.
Рождение в 1820-х годах исторического романа на французской почве было инспирировано историографической наукой, выработкой научной концепции историзма XIX в., утверждавшего не только нравственный смысл всего происходящего в истории, но и активную роль личности в прогрессивном движении человечества.

### Романтизм
Ещё в пору Великой французской революции, наряду с классицизмом, возникали предпосылки для возникновения тех тенденций, которые дали о себе знать в конце 1720-х — начале 1730-х годов.
Наиболее остро стоял вопрос о романтизме, широко развивавшемся в странах Европы. Противники нового направления объявляли романтизм явлением иноземным, имеющим во Франции право существовать разве только в виде жанровой разновидности. Однако уже в 1796 году появляется книга Жермены де Сталь «О влиянии страстей на счастье людей и народов», в которой писательница размышляет о духовном мире, о вынужденной свободе человека, утверждая, что изучение человека в отдельности может подготовить «рассмотрение последствий их объединения в общество». И в этой связи она превозносит любовь — «страсть, где меньше всего эгоизма». В этой ранней работе Жермены де Сталь очевидно внимание к индивиду, столь характерное для романтизма. Писательница развивает и усложняет свои идеи в следующей книге «О литературе в её связи с общественными установлениями» (1800), где отчётливо просматривается стремление писательницы связать рассуждения о свободной личности с нравственными устоями общества в целом. Однако, размышляя о добродетели, де Сталь по-новому характеризует средневековье как период, когда были сделаны «гигантские шаги и в распространении просвещения, и в развитии нашего интеллекта». В этой связи она придаёт первостепенное значение христианству как стимулу для «усовершенствования человеческого духа». Близкую этому идею развивает Рене де Шатобриан, хотя в отличие от Жермены де Сталь его отношение к Французской революции и связанному с ней Просвещению была иным.

### Реализм
Французский реализм XIX столетия проходит в своём развитии два этапа. Первый этап — становление и утверждение реализма как ведущего направления в литературе (конец 1820-х — 1840-е годы) — представлен творчеством Пьера Беранже (1780—1857), Проспера Мериме, Стендаля, Оноре де Бальзака.
Второй (1850—1870-е годы) связан с именем Гюстава Флобера — наследника реализма бальзаковско-стендалевского типа и предшественника «натуралистического реализма» школы Золя.
История реализма во Франции начинается с песенного творчества Беранже. Бальзак и Стендаль запечатлели в своих творениях живой облик современной им Франции во всей его полноте и исторической неповторимости. Более скромное, но тоже весьма значительное место в общей иерархии реалистических жанров занимает новелла, непревзойдённым мастером которой в те годы по праву считается Мериме.
Становление реализма как метода происходит во второй половине 1820-х годов, то есть в период, когда ведущую роль в литературном процессе играют романтики. Рядом с ними в русле романтизма начинают свой писательский путь Мериме, Стендаль, Бальзак. Все они близки творческим объединениям романтиков и активно участвуют в их борьбе с классицистами (именно классицисты первых десятилетий XIX века, опекаемые монархическим правительством Бурбонов, и являются в эти годы главными противниками формирующегося реалистического искусства). Первых реалистов Франции с романтиками 1820-х годов сближает и общность социально-политической ориентации, выявляющаяся не только в оппозиции монархии Бурбонов, но и в острокритическом восприятии утверждающихся на их глазах буржуазных отношений. После революции 1830 года, явившейся значительной вехой в истории Франции, пути реалистов и романтиков разойдутся. Своё первенство в литературном процессе романтизм будет вынужден уступить реализму как направлению, наиболее полно отвечающему требованиям нового времени. Однако и после 1830 года контакты вчерашних союзников по борьбе с классицистами сохранятся. Оставаясь верными основополагающим принципа своей эстетики, романтики будут успешно осваивать опыт художественных открытий реалистов (в особенности Бальзака), поддерживая их почти во всех важнейших творческих начинаниях. Реалисты тоже в свою очередь будут заинтересованно следить за творчеством романтиков, с неизменным удовлетворением встречая каждую их победу (именно такими, в частности, станут отношения Бальзака с Гюго и Жорж Санд).
Реалисты второй половины XIX века будут упрекать своих предшественников в «остаточном романтизме», и упрёки эти не лишены оснований. При этом, в те времена ещё не произошло размежевания терминов «романтизм» и «реализм». На протяжении всей первой половины XIX в. реалисты почти неизменно именовались романтиками. Лишь в 1850-е годы — уже после смерти Стендаля и Бальзака — французские писатели Шанфлёри (настоящее имя Жюль Юссон, 1821—1889) и Дюранти (1833—1880) в специальных декларациях предложили термин «реализм». Однако важно подчеркнуть, что метод, теоретическому обоснованию которого они посвятили многие труды, уже существенно отличался от метода Стендаля, Бальзака, Мериме, несущего на себе отпечаток своего исторического происхождения и обусловленной им диалектической связи с искусством романтизма. Значение романтизма как предтечи реалистического искусства во Франции трудно переоценить. Именно романтики выступили первыми критиками буржуазного общества. Им же принадлежит заслуга открытия нового типа героя, вступающего в противоборство с этим обществом. Одно из самых значительных достижений романтиков по праву усматривают в их искусстве психологического анализа, в открытии ими неисчерпаемой глубины и многосложности индивидуальной личности. Этим достижением романтики также сослужили немалую службу реалистам, проложив им дорогу к новым высотам в познании внутреннего мира человека. Особые открытия в этом направлении предстояли Стендалю, который, опираясь на опыт современной ему медицины (в частности, психиатрии), существенно уточнит знания литературы о духовной стороне жизни человека и свяжет психологию индивидуума с его социальным бытием, а внутренний мир человека представит в динамике, в эволюции, обусловленной активным воздействием на личность многосложной среды, в которой эта личность пребывает. Особое значение в связи с проблемой литературной преемственности приобретает наследуемый реалистами важнейший из принципов романтической эстетики — принцип историзма. Известно, что этот принцип предполагает рассмотрение жизни человечества как непрерывного процесса, в котором диалектически взаимосвязаны все его этапы, каждый из которых имеет свою специфику. Её, названную романтиками историческим колоритом, и призваны были раскрыть художники слова в своих произведениях. Однако сформировавшийся в ожесточённой полемике с классицистами принцип историзма у романтиков имел под собой идеалистическую основу. Принципиально иное наполнение обретает он у реалистов.
Опираясь на открытия школы современных им историков (Тьерри, Мишле, Гизо), доказавших, что главным двигателем истории является борьба классов, а силой, решающей исход этой борьбы, — народ, реалисты предложили новое, материалистическое прочтение истории. Именно это и стимулировало их особый интерес как к экономическим структурам общества, так и к социальной психологии широких народных масс (не случайно «Человеческая комедия» Бальзака начинается «Шуанами», а одним из последних её романов являются «Крестьяне»). Наконец, говоря о сложной трансформации открытого романтиками принципа историзма в реалистическом искусстве, необходимо подчеркнуть, что принцип этот претворяется реалистами в жизнь при изображении не давно прошедших эпох (что характерно для романтиков), а современной буржуазной действительности, показанной в их произведениях как определённый этап в историческом развитии Франции.
Расцвет французского реализма, представленный творчеством Бальзака, Стендаля и Мериме, приходится на 1830—1840-е годы. Категорический отказ от плоскостного эмпиризма — одна из примечательных особенностей классического реализма 1830—1840-х годов.
Реализм второй половины XIX века, представленный творчеством Гюстава Флобера, отличается от реализма первого этапа. Происходит окончательный разрыв с романтической традицией, официально декларированный уже в романе «Госпожа Бовари» (1856). Принципиальными изменениями отмечены, по сравнению с реализмом первого этапа, и взаимоотношения художника с миром, в котором он живёт и который является объектом его изображения. Флобера сближает с реалистами первой половины XIX века и антибуржуазная направленность творчества. Именно глубокая, бескомпромиссная критика антигуманных и социально несправедливых основ буржуазного строя, утвердившегося на обломках феодальной монархии, и составляет главную силу реализма XIX столетия.

### Комиксы
Франция, наряду с Бельгией, — важнейший центр издания франкоязычных комиксов (bande-dessinee, BD). Здесь работали такие знаменитые художники и сценаристы, как Альбер Удерзо и Рене Госинни (создатели Астерикса), Жан «Мёбиус» Жиро, Оливье Ледруа. Многие из создателей BD не французского происхождения, но добились известности именно во Франции, например, аргентинец Алехандро Ходоровски, серб Энки Билал.

## Мода
Париж — ведущий центр моды и дизайна. Наравне с Миланом, Лондоном и Нью-Йорком. Париж — центр важных модных показов. Многие крупные дома моды имеют штаб-квартиры во Франции (например, Chanel).
«Мода» начала ассоциироваться с Францией ещё во времена Людовика XIV, когда под правительственным контролем эта индустрия начала усиленно развиваться. Французский Королевский двор стал законодателем моды в Европе.

## Религия
Франция — светское государство со свободой мысли и вероисповедания. Эти принципы были заложены ещё Декларацией прав человека и гражданина, принятой в 1789 году во время Великой французской революции. Свой вклад внёс также закон о разделении церквей и государства от 1905 года.
По данным опроса, проведённого в 2007 году, 51 % французов относят себя к католикам, 31 % к атеистам, 4 % — последователи ислама, 3 % — протестанты и 1 % — иудеи.

## Образование
Французская система образования делится на несколько этапов:
- Начальное образование
- Среднее образование (колледжи и лицеи)
- Высшее образование (университеты)

Начальное и среднее образование преимущественно публичны, чего нельзя сказать о высшем, где имеются и общественные и частные элементы. По окончании среднего образования учащиеся сдают экзамен, от результатов которого зависит их дальнейшее обучение. В 2009 году процент прошедших составил 74,6 %.
В 2007 году государственные расходы на образование составили 5,39 % ВВП.

## Праздники

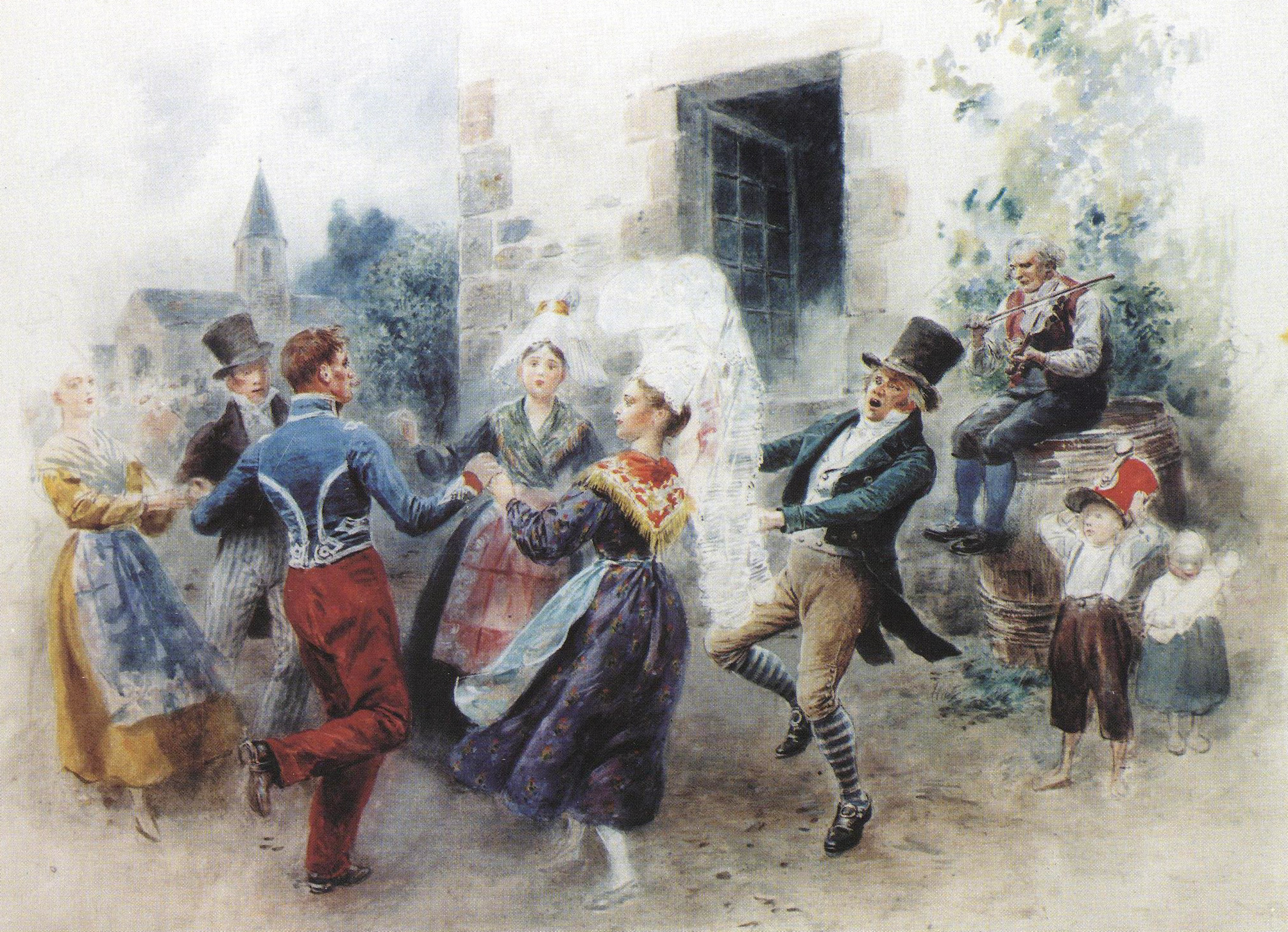
Морис Оранж — Танец

Несмотря на то, что во Франции церковь отделена от государства, многие официальные праздничные дни следуют Римскому Католическому календарю (Пасха, Рождество, Вознесение Господне и другие).
В государственных школах 5 каникул в течение учебного года:
- Собор всех святых — полторы недели ближе к концу октября
- Рождество — две недели после Нового года
- Зимние каникулы — две недели в феврале и марте
- Весенние (пасхальные) — две недели в апреле и мае
- Летние — два месяца в июле и августе.

1 мая — День труда — принято дарить друг другу ландыши.
На 14 июля — национальный праздник День взятия Бастилии — традицией являются военные парады.
2 ноября — на День всех усопших верных у французов принято приносить хризантемы на могилы умерших родственников.
11 ноября — официальный праздник День перемирия.
Рождество обычно отмечается в сочельник: традиционно накрывают стол, дарят друг другу подарки и присутствуют на рождественской мессе.
В 1990-е годы резко возросла популярность Хэллоуина.

## Музеи

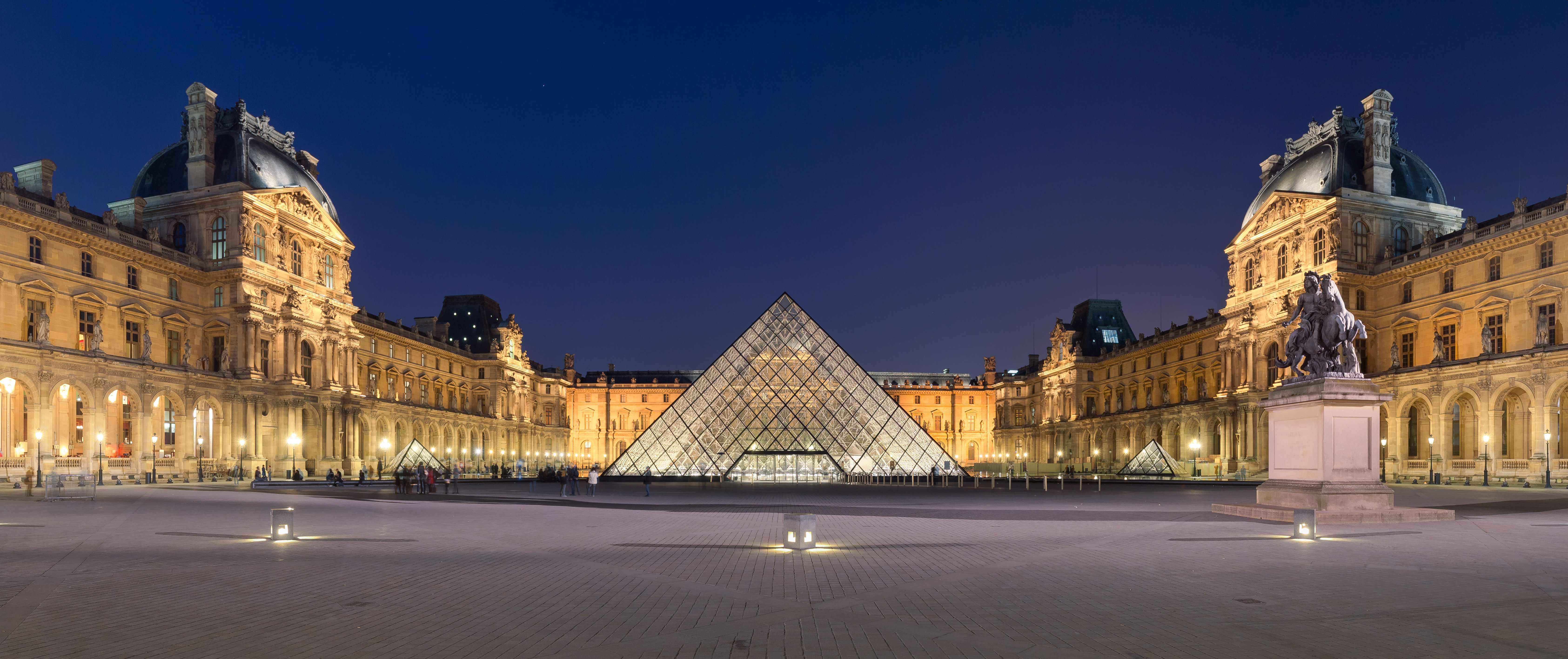
Фотография Лувра

Лувр — один из известнейших музеев мира, расположен в Париже. Основан в 1793 году. В нём хранятся знаменитые произведения французских и других мастеров: картины Мона Лиза Леонардо да Винчи и Свобода, ведущая народ Эжена Делакруа, скульптура Венеры Милосской, Свод законов Хаммурапи.
Это один из самых посещаемых музеев мира. За один только 2009 год его посетили свыше 8,5 млн человек.

## Организации
- Министерство культуры Франции